# 庄内町 (福岡県)
庄内町（しょうないまち）は、福岡県の中央部に位置していた町である。嘉穂郡に属しており、筑豊を構成する自治体の一つであった。
2006年3月26日、隣接する飯塚市・穂波町・筑穂町・頴田町と対等合併して市制をしき、新市制による飯塚市となった。町役場は現在、飯塚市役所庄内支所となっている。

## 歴史

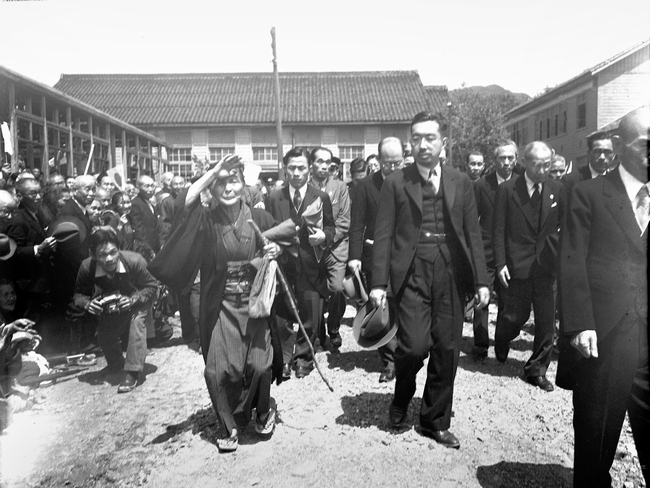
1949年、行幸時に天皇の存在に気付かず並び歩いてしまった高齢女性。翌日の新聞に掲載された。

- 1889年4月1日 - 町村制施行により、嘉麻郡綱分村、赤坂村、筒野村、高倉村、入水村、山倉村、有安村、多田村、仁保村、大門村、元吉村、有井村の区域をもって庄内村として発足。
- 1896年4月1日 - 郡の統合により、嘉穂郡庄内村となる[1]。
- 1949年5月20日 - 村内に昭和天皇の戦後巡幸。庄内村公民館で奉迎が行われた[2]。
- 1958年11月1日 - 町制施行し庄内町となる。
- 2006年3月26日 - 新市制による飯塚市発足のため自治体廃止。

## 経済

### 産業
- かつては炭鉱が町の経済を支えていたが、現在ではすべて閉山している。
- 現在では農業が主産業となっているが、町西部に庄内工業団地を開発している。

### 企業
- 幸袋テクノ

## 地域

### 教育

#### 小・中学校
- 庄内町立庄内小学校
- 庄内町立庄内中学校

## 交通
空港はなし。最寄り空港は福岡空港。

### 鉄道路線
- 九州旅客鉄道（JR九州）
  - 後藤寺線
    - 筑前庄内駅

### バス路線
- 西日本鉄道（西鉄バス）
  - 特急：福岡市 - 穂波町 - 飯塚市 - 庄内町 - 田川市
- 西鉄バス筑豊
  - 飯塚市 - 庄内町

### 道路
町内に高速道路は通っていない。

#### 一般国道
- 国道201号

## 名所・旧跡・観光スポット・祭事・催事
- 筑豊緑地
- 関の山